# Mario Cermenati
Mario Cermenati (Lecco, 16 ottobre 1868 – Castel Gandolfo, 8 ottobre 1924) è stato un naturalista e politico italiano.

## Biografia
Naturalista, insegnò Geologia e Paleontologia all'Università di Roma grazie all'appoggio di Antonio Stoppani.
Tra il 1886 e il 1887 collabora con Bruno Galli-Valerio alla pubblicazione del professor Angelo De Carlini, docente di Storia Naturale presso il Regio Liceo di Sondrio dal 1886 al 1888, intitolata Vertebrati della Valtellina, pubblicata a Milano dalla Tipografia Bernardoni di C. Rebeschini e C. nel 1888: un elenco di specie della fauna della Valle dell’Adda con informazioni sulla sua abbondanza e sulla sua distribuzione in quel territorio. Nell’introduzione ai Vertebrati della Valtellina il prof. Angelo De Carlini accenna a due giovani studenti, Mario Cermenati e Bruno Galli-Valerio, che divennero poi grandi naturalisti e scienziati nati entrambi a Lecco.
Nell'anno 1900 con l'archeologo Antonio Magni e il naturalista Carlo Vercelloni fondò i Musei civici di Lecco, di cui fu il primo presidente.
Politico radicale, fu a capo degli anticlericali lecchesi. Divenne deputato nel 1909 ed entrò nel governo nel 1917 dove rimase anche coi successivi gabinetti fino al 1920. Ottenne numerosi incarichi governativi tra cui quello di presidente della Commissione Vinciana e della Società Geologica Italiana.
Mario Cermenati è ricordato a Lecco con la dedica di una piazza dal 1927 ed un monumento bronzeo, requisito nel 1943 e sostituito con uno marmoreo scolpito da Francesco Modena. Esso sorge nell'omonima piazza, un tempo detta «del grano»,  prospiciente il Lago.

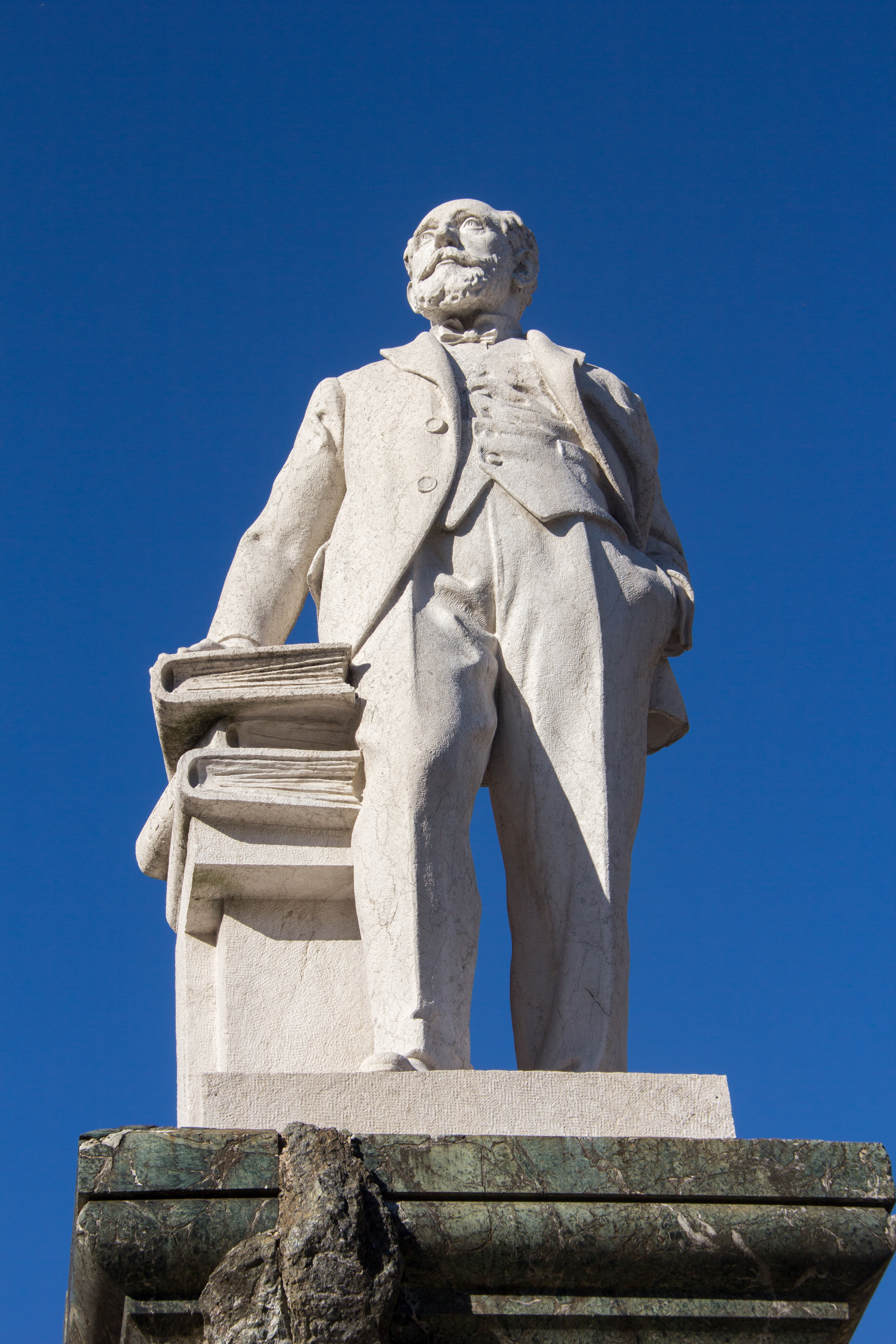
Monumento a Lecco